# Union Clodiense Chioggia FC
Union Clodiense Chioggia Football Club, zkráceně jen Union Clodiense je italský fotbalový klub hrající v sezóně 2024/25 ve 3. italské fotbalové lize sídlící ve městě Chioggia v regionu Benátsko.

## Změny názvu klubu
- 1971/72 – 1988/89 − F.B.C. Union Clodia Sottomarina (F.B.C. Union Clodia Sottomarina)
- 1989/90 – 1994/95 − SSC Chioggia Sottomarina (S.S.C. Chioggia Sottomarina)
- 1995/96 – 2010/11 − AC Chioggia Sottomarina (A.C. Chioggia Sottomarina)
- 2019/20 − 2023/24 – Union Clodiense Chioggia SSD (Union Clodiense Chioggia S.r.l. Società Sportiva Dilettantistica)
- 2024/25 – Union Clodiense Chioggia FC (Union Clodiense Chioggia Football Club)

## Získané trofeje

### Vyhrané domácí soutěže
- 4. italská liga (2×)

1972/73, 2023/24

## Účast v ligách
| Úroveň soutěže | Název soutěže (nynější název) | První hraná sezona | Poslední hraná sezona | celkem odehraných sezon |
| -------------- | ----------------------------- | ------------------ | --------------------- | ----------------------- |
| 3              | Serie C                       | 1973/74            | 2024/25               | 4                       |
| 4              | Serie D                       | 1971/72            | 2023/24               | 8                       |
| 5              | Eccellenza                    | 1985/86            | 2010/11               | 17                      |